# Cayo Piedras del Norte
Cayo Piedras del Norte est une petite caye de l'archipel Sabana-Camagüey sur la côte nord de Cuba dans le détroit de Floride (golfe du Mexique). Elle fait partie de la province de Matanzas.

## Situation, description
L'île est à environ 5 km nord-nord-est de la pointe de la péninsule de Hicacos (où se trouve Varadero), au nord-est de la province de Matanzas, à 8 km devant la baie de Cárdenas, qui semble être un poste militaire d'observation du détroit de Floride.
L'île mesure 500 m du nord au sud et 900 m d'est en ouest. Elle a un relief plat : son point culminant est à 7 mètres au-dessus du niveau de la mer. Elle porte un phare.

## Patrimoine naturel
La réserve écologique (Reserva Ecológica) « Cayo Mono-Galindo », créée en 2006, s'étend (d'ouest en est) sur les municipalités de Varadero, Cárdenas et Martí. Sa surface est de 19 524,91 ha, dont 3 088,06 ha de zones terrestres et 16 436,85 ha de zones marines.
Elle inclut, d'ouest en est :
le cayo Piedras ;
le cayo Blanco — mais pas les cayos Careneros au sud où se trouve le parc à dauphins dit « de Cayo Blanco » —, qui forme la pointe sud de la réserve ; et 
le cayo Cruz del Padre, y compris le minuscule cayo Galindito au nord de sa pointe orientale,.
Elle est parfois appelée Parc marin de Cayo Piedras del Norte. Sa profondeur est de 15 à 30 mètres. C'est une attraction touristique pour la plongée sous-marine en raison de la beauté de la flore et de la faune des fonds marins et des coraux. De nombreuses épaves de navires et d'un avion à passagers sont visibles dans les eaux de cette zone.